# Fetichismo das mamas

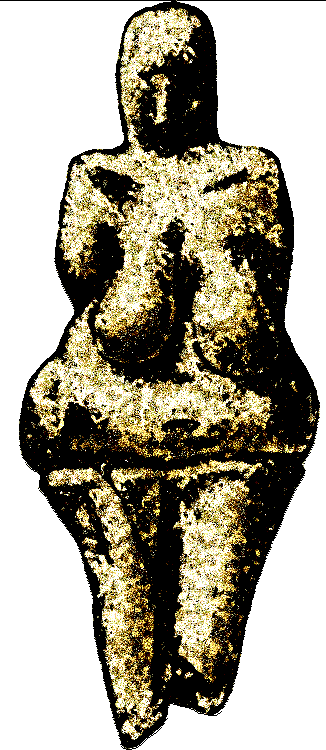
Vênus de Dolní Věstonice.

Mazofilia ou fetichismo das mamas é um interesse sexual pelas mamas, em sua forma, movimento ou tamanho. Como qualquer outro fetichismo sexual ou parafilia, esta preferência talvez chegue a ser psicologicamente problemática relativa a uma forma de sadismo e masoquismo sadomasoquismo e BDSM quando converte-se em uma fixação forte e chega a ser o único meio de despertar o desejo sexual.

## Explicação científica
Os cientistas levantaram a hipótese de que a atração sexual aos seios é o resultado de sua função como uma característica sexual secundária. Por exemplo, o zoólogo e etólogo Desmond Morris teoriza que a clivagem é um sinal sexual que imita a imagem da fenda entre as nádegas que, de acordo com Morris, também é única para os seres humanos, já que outros primatas possuem uma forma de nádegas muito mais plana. Os psicólogos evolucionistas teorizam que "peitos permanentemente alargados, em contraste com outros seres humanos primatas", que só ampliam durante a ovulação, permitem que as fêmeas humanas "solicitem atenção do sexo masculino e do investimento, mesmo quando eles não são realmente férteis".
A reverência e teorização mostradas para os seios também aparecem na ciência da civilização moderna. Fetichismo da mama é reivindicada a ser um exemplo de um pensamento contagioso (ou meme) se espalhando por toda a sociedade, e que seios são características que evoluíram para influenciar a sexualidade humana em vez de servir numa função exclusivamente materna.
Na literatura do século XIX, o foco sexual nos seios foi considerado uma forma de parafilia, mas, nos tempos modernos, esta atração é considerada normal, se é altamente atípica e é, portanto, uma forma de parcialismo.

## Opiniões alternativas
O termo "fetichismo" da mama também é usado nos contextos etnográficos e feministas para descrever uma sociedade com uma cultura dedicada aos seios, geralmente como objetos sexuais. Algumas feministas têm argumentado que a incidência de fetichismo da mama foram encontradas ainda no período neolítico, com os santuários da deusa Çatalhüyük (na moderna Turquia). As escavações arqueológicas da cidade em c. 1960 revelou as paredes do santuário adornadas com pares desencarnados de seios que pareciam ter "uma existência própria". Elizabeth Gould Davis argumenta que os seios (juntamente com falos) foram reverenciados pelas mulheres da Çatalhüyük como instrumentos de maternidade, mesmo depois do que ela descreve como uma revolução patriarcal - quando os homens tinham se apropriado tanto do culto falo quanto do "fetiche de mama" por si. Estes órgãos "adquiriram o significado erótico com o qual eles já estão dotados".
Alguns autores dos Estados Unidos fizeram a declaração de que a atração para o peito feminino é um fetiche sexual, que é o objeto-fetiche de escolha, e que o fetichismo da mama encontra-se predominantemente nos Estados Unidos.